# ヒナバッタ
ヒナバッタ（雛飛蝗、Chorthippus biguttulus）は、バッタ目バッタ科に属する小型のバッタ。狭義の場合、ヒナバッタ本種を指すが、広義の場合、近似種を纏めて呼ぶ名称としても用いられる。

## 生態
ナキイナゴなどと同様、翅と後脚を擦りあわせて「ジキッ、ジキジキジキッ」と鳴く。
敏感かつ、敏捷で飛距離こそ大したことはないものの頻繁に飛翔するため捕まえにくい。また、体が小さいことも捕獲を困難にしている。草の根本などに潜んで天敵をやり過ごしたりもする。
主に乾燥した草原、特に野芝の生えているような環境に好んで生息するが、混生するトノサマバッタやクルマバッタなどに比べると、草原の真ん中よりも灌木や薮に近接した位置にまとまってみられる傾向にある。彼らは乾燥に弱く、水分を頻繁に摂取する。十分に水分が摂れないと半日程度、時には数時間で死んでしまう。
年2回、6月頃と9月頃に成虫が現れる。春の第1化個体群が産卵した卵は1か月ほどで孵化し、秋の第2化個体群が産んだ卵はそのまま来年の春まで地中で過ごす。なお、第2化個体群は真冬まで生き続ける。
他の多くのバッタと同様イネ科の草本を主食とするが、死んだり弱って動きの鈍くなった仲間を積極的に食べる肉食傾向を持つ。また、過密状態になった時にも同じ現象がおこる。飼育下では金魚や亀の人工飼料、ドッグフード等をよく食べる様子が観察される。

## 近似種
- ヒロバネヒナバッタ C. latipennis
- クモマヒナバッタ C. kiyosawai
- タカネヒナバッタ C. nippomontanus